# 오비 (기모노)

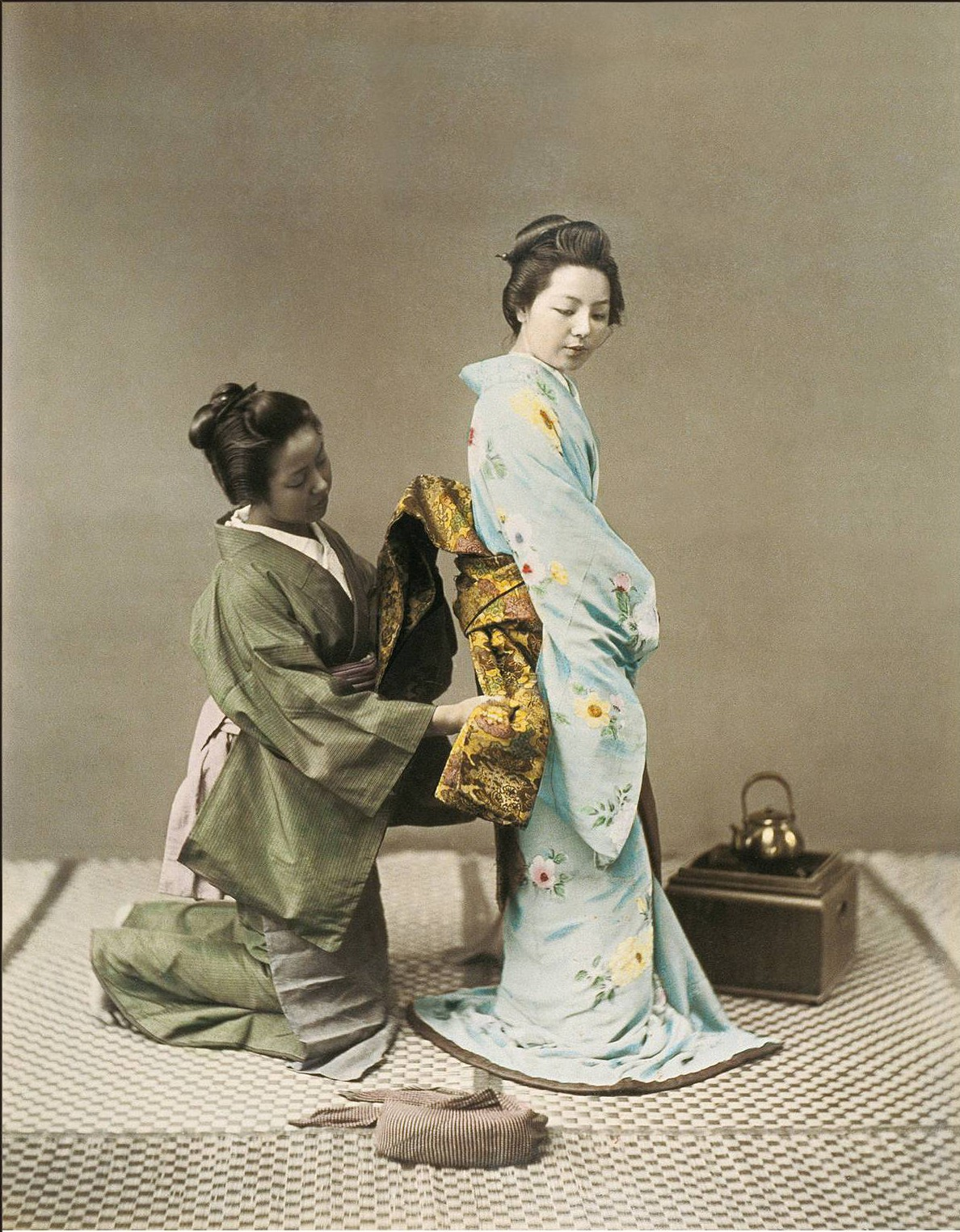
게이샤의 오비를 메 주는 여인. 1890년대.

오비(帯)는 기모노의 허리 부분에서 옷을 여며주고, 장식하는 띠를 말한다. 에도 시대 이후로는 오비로 나비와 꽃 등 수많은 모양을 만들어 입는다.
센고쿠 시대까지는 공그르기로 바느질하여 만든 가는 끈으로, 단지 기모노를 단정하게 고정시키기 위하여 사용되었다. 장식적인 요소로 발전하게 된 것은 에도시대로, 끈 형태의 오비가 넓적한 천 형태로 바뀌게 되면서 부터이다. 에도시대 중기에 기모노가 오늘날과 비슷한 형태로 변하면서 여성의 오비도 점차 넓어졌다. 오비 리본의 형태 변화에 가장 많은 영향을 미친 것은 가부키 배우들인데, 이들이 새로운 형식으로 오비를 매고 무대에 등장한 것이 일반인들에게 영향을 주어 오늘날의 다양한 형태로 나타나게 되었다.
간편한 〈나고야(名古屋) 오비〉가 가장 많이 이용되고 있는데, 폭이 15 cm, 길이가 350 cm에서 450 cm 정도이다. 또 오비 묶는 법이 간단하고 손쉽게 할 수 있어 여행할 때도 편리한 츠쿠리 오비 등이 있다.

## 색상과 문양
오비의 3대 색상기법으로는 자수, 염색, 직조 방식이 있다. 자수는 손으로 직접 수를 놓은 무늬와 입체감과 독특한 따스함을 준다. 염색은 옷감에 색상을 물들이는 기법으로 다양한 무늬와 색상을 표현할 수 있다. 직조방식은 중후하고 격조가 있으면서 화려하여 예복에서 최고로 꼽는다. 문양으로는 구상 문양(具像文樣)·정창원 문양(正倉院文樣)·길상 문양(吉祥文樣) 등이 있다. 이 오비는 겉은 문양이 있지만 안감은 무늬가 없다.

## 같이 보기
- 기모노
- 유카타